# Reino Florístico Australiano
A flora da Austrália responde as condições ambientais extremas preponderantes no país, como pode ser pelo fogo, causado pelos longos períodos de seca, os solos pobres em nutrientes, o vulcanismo ou a actividade glaciar. Assim, é frequente que a flora responda mediante estratégias como a esclerofilia, presença de estomas, largas raízes.

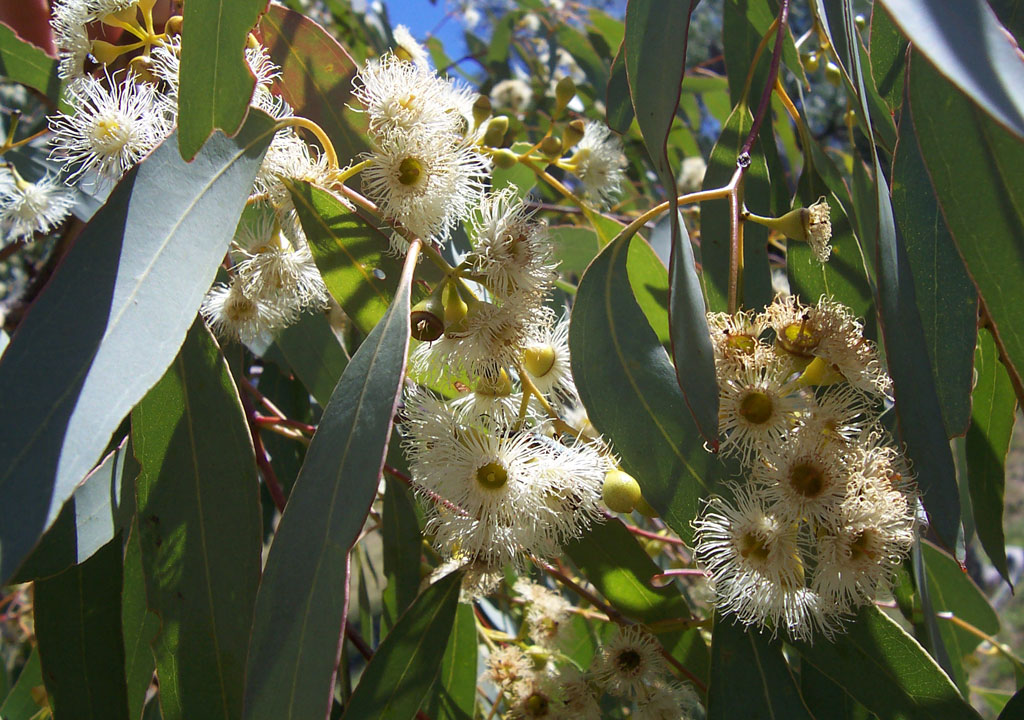
Flores de eucalipto
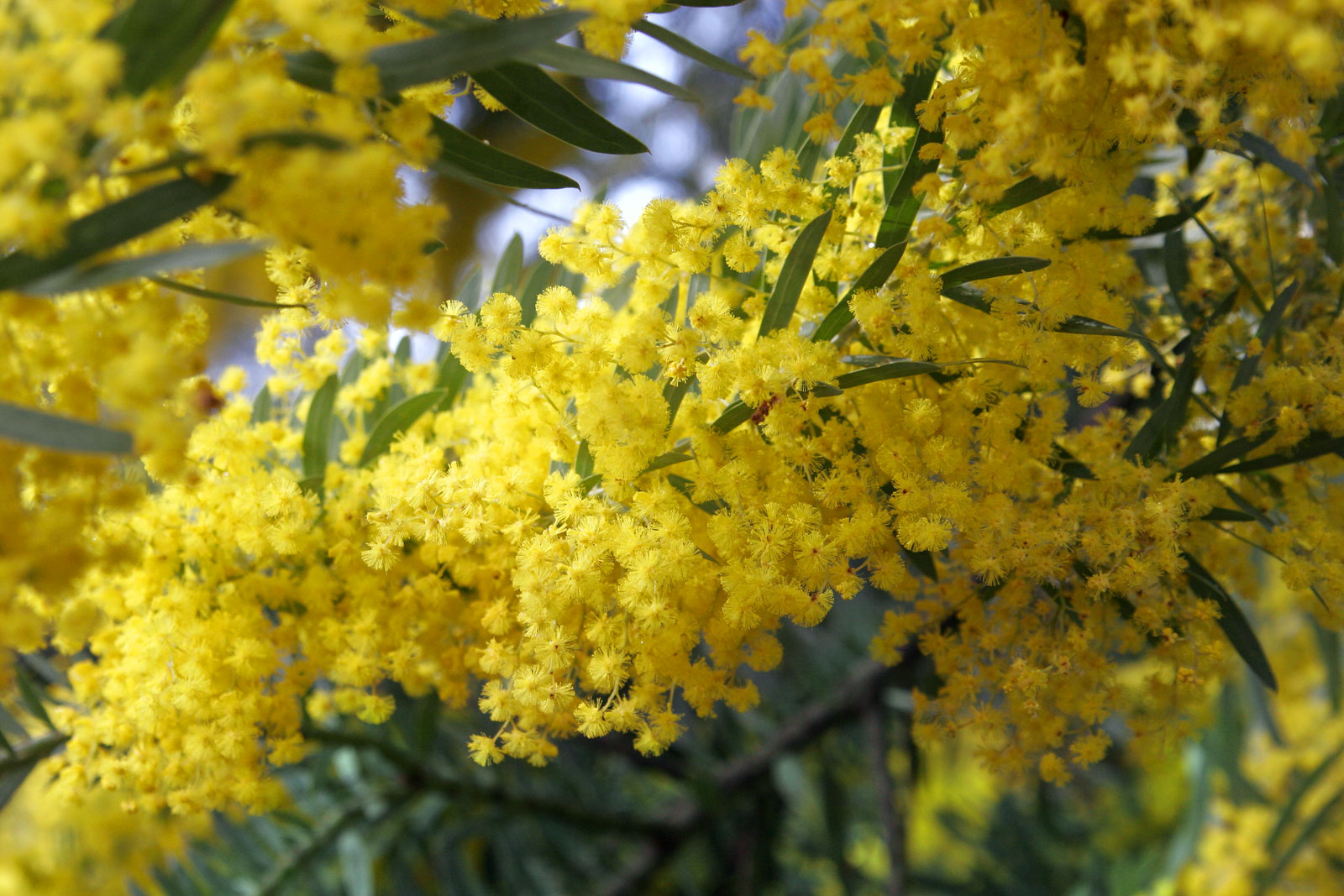
Acacia covenyi, Jardim Botânico Nacional de Canberra
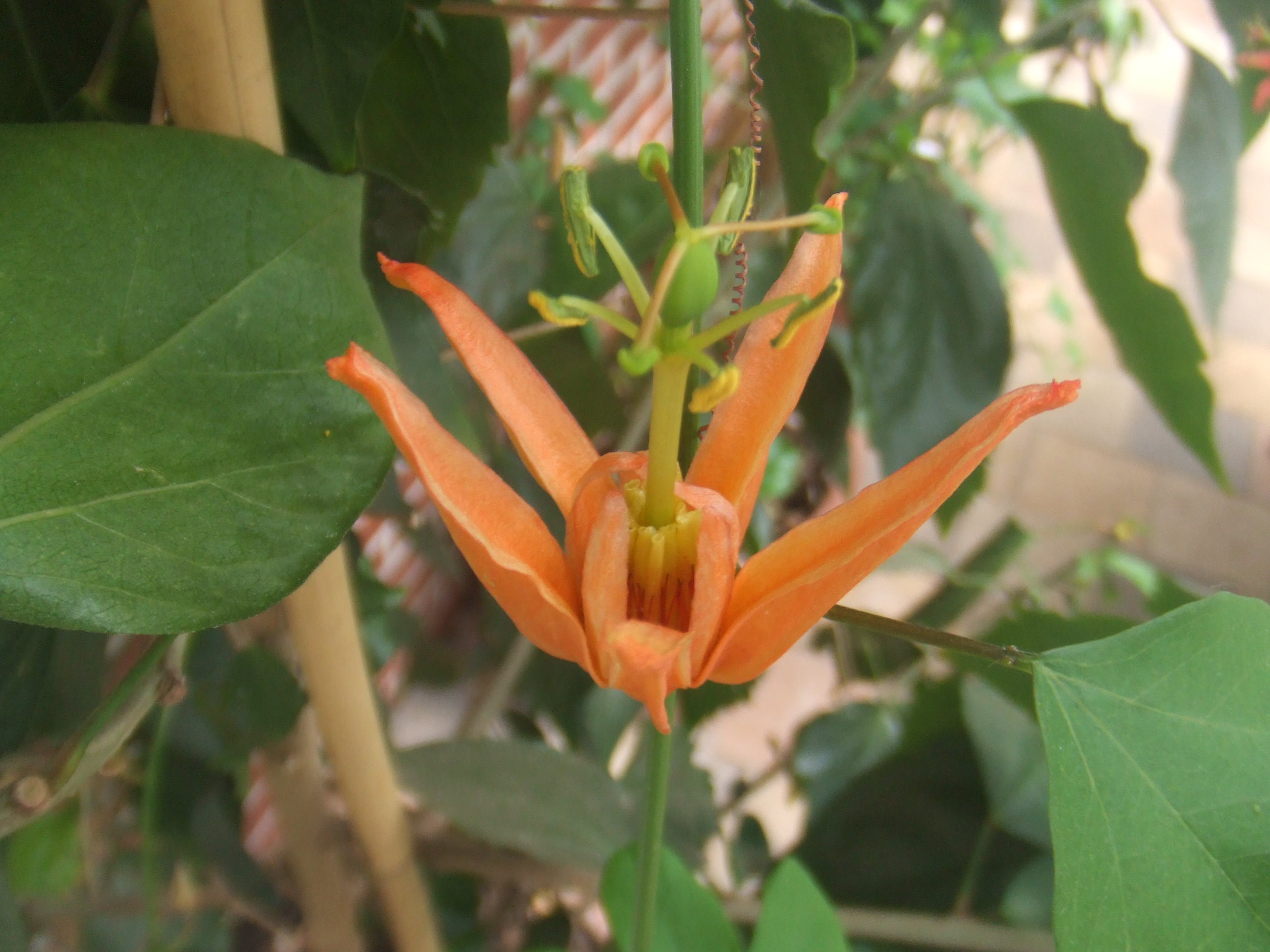
Passiflora aurantia, uma flor de "paixão" australiana
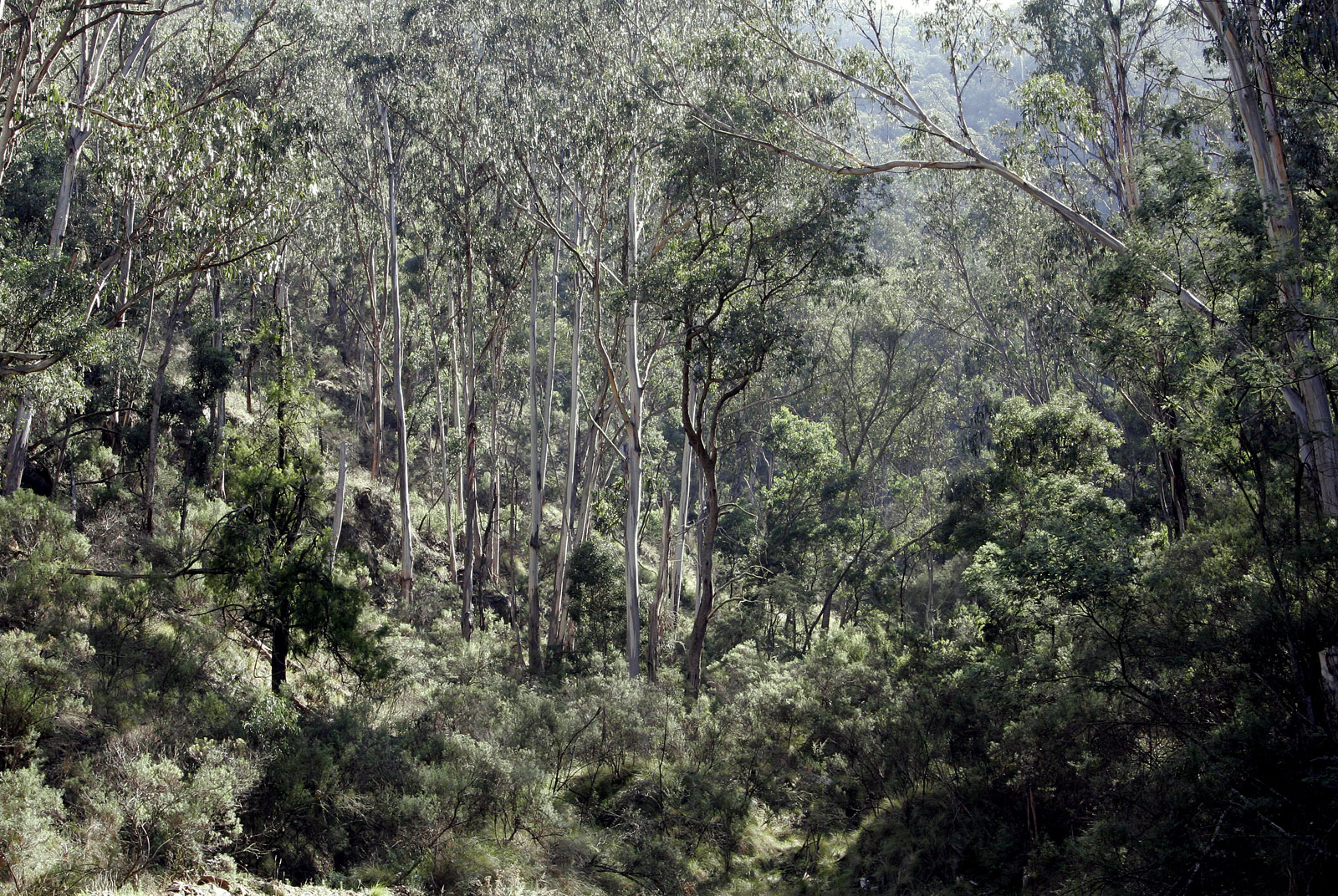
Paisagem australiana
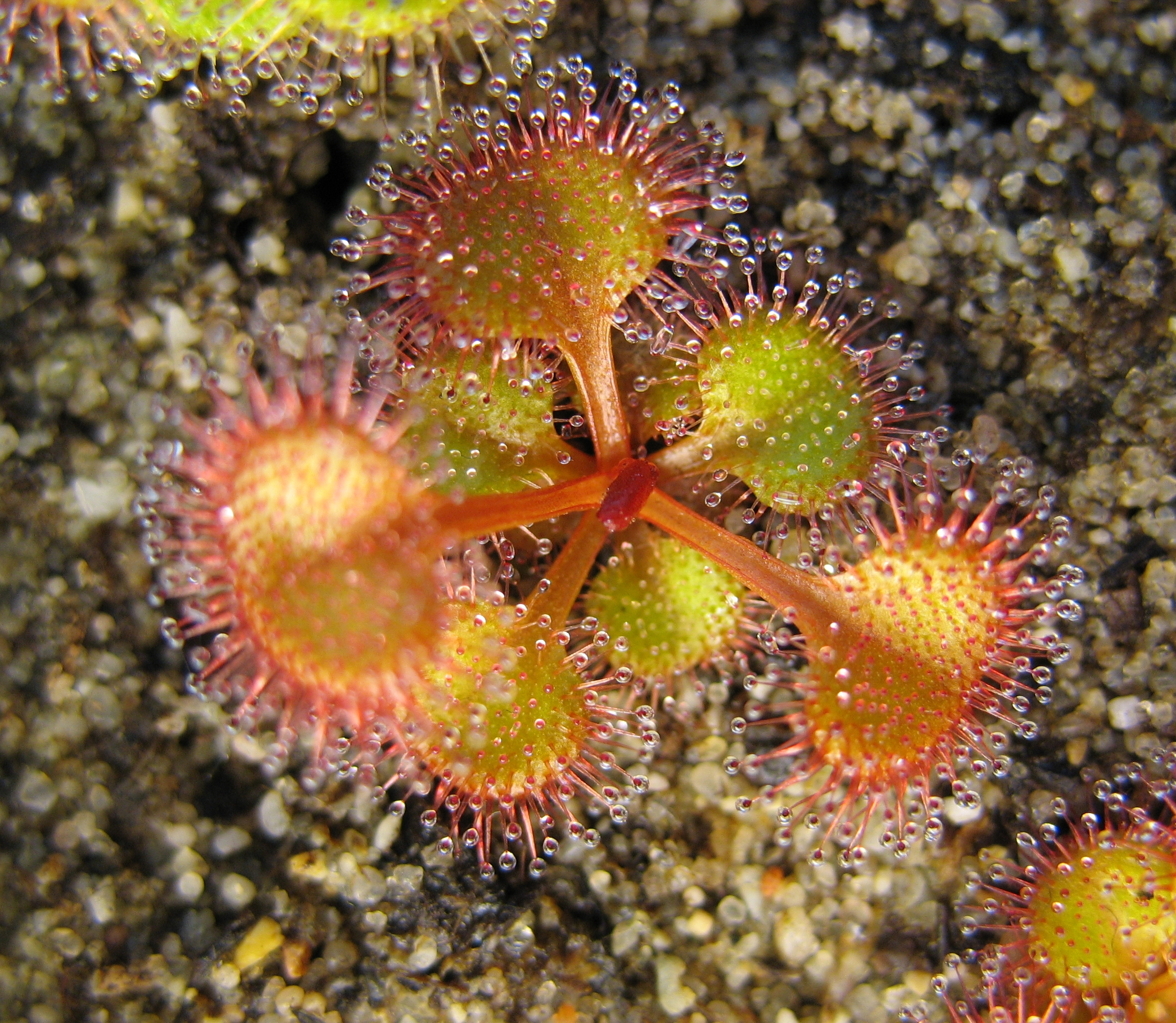
Drosera